# Groot Super Green 8500
Der Groot Super Green 8500 ist ein Mehrzweck-Schiffstyp mit Groot Cross-Bow.

## Geschichte
Die Schiffe des Typs wurden auf der chinesischen Werft Jiangsu Yangzijiang Shipbuilding für die in Cowes auf der Isle of Wight ansässige Reederei Carisbrooke Shipping gebaut.
Auf dem Schiffsentwurf basiert der Typ Super Green 10000, von dem vier Einheiten ebenfalls für Carisbrooke Shipping gebaut wurden.

## Einzelheiten

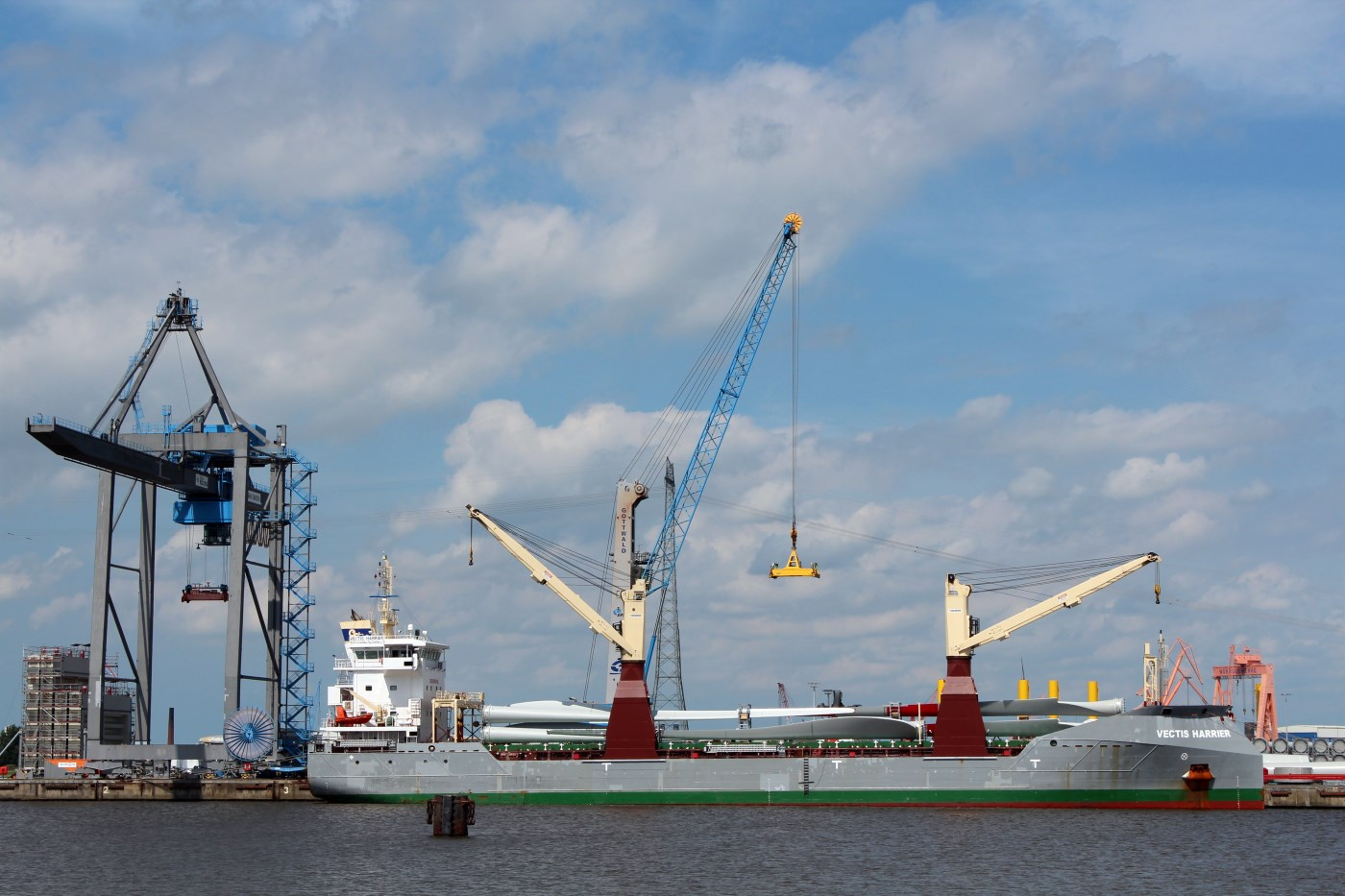
Die Vectis Harrier in Emden

Der Schiffsentwurf ist als Mehrzweck-Trockenfrachtschiffe mit achtern angeordnetem Deckshaus und langem mittleren Laderaum ausgelegt. Der Rauminhalt des 76,30/70,00 Meter langen Laderaums beträgt 10.688 m³, die Tankdecke ist für Belastungen von 18 Tonnen/m² ausgelegt. Die Lukendeckel können mit 2,5 Tonnen/m² und die versetzbaren Zwischendecks können mit 3,5 Tonnen/m² belastet werden. In der Hauptsache werden die Schiffe im Transport von Massengütern, Massenstückgütern, kleineren Projektladungen oder Containern eingesetzt. Die Containerkapazität beträgt 377 TEU. Die Schiffe sind mit zwei an Steuerbord angebrachten elektrohydraulischen Schiffskränen mit jeweils 80 Tonnen Hubvermögen ausgerüstet, die im gekoppelten Betrieb Kolli von bis zu 120 Tonnen bewegen können. Die Laderäume der Schiffe werden mit Stapellukendeckeln (Piggy-Back) verschlossen, die von einem verfahrbaren Lukenwagen bedient werden.
Der Antrieb der Schiffe besteht aus einem MaK-Dieselmotor des Typs 6M32C. Der Motor ermöglicht eine Geschwindigkeit von etwa 12 Knoten. Die An- und Ablegemanöver werden durch ein Bugstrahlruder unterstützt. Besonders auffällig ist das Vorschiff mit Groot Cross-Bow, dessen Form einen geringen Treibstoffverbrauch ermöglichen soll. Außerdem soll diese Bugform bei starken Seegang die Stampfbewegungen des Schiffes minimieren.

## Die Schiffe
| Groot Super Green 8500       | Groot Super Green 8500 | Groot Super Green 8500 | Groot Super Green 8500 | Groot Super Green 8500     |
| Bauname                      | Bau- nummer            | IMO- Nummer            | Ablieferung            | Umbenennungen und Verbleib |
| ---------------------------- | ---------------------- | ---------------------- | ---------------------- | -------------------------- |
| Vectis Eagle                 | 931                    | 9594286                | 2012                   | 2021 Martina               |
| Vectis Falcon                | 932                    | 9594298                | 2012                   | 2022 Friedrich             |
| Vectis Harrier               | 939                    | 9594303                | 2012                   | 2022 UAL Harrier           |
| Vectis Osprey                | 940                    | 9594315                | 2012                   | 2022 UAL Osprey            |
| Daten: Equasis, grosstonnage |                        |                        |                        |                            |

## Sonstiges
Am 24. November 2014 gegen 11:45 Uhr kollidierte die Vectis Eagle in Holtenau nach einem Defekt am Verstellpropeller fast ungebremst mit einem Schleusentor des Nord-Ostsee-Kanals. Das erst kurz zuvor überholte Tor wurde dabei schwer beschädigt und musste ausgetauscht werden. Die Schwere des Schadens wurde auf die Form des Groot-Cross-Buges zurückgeführt.